# Laelia candida
Laelia candida är en fjärilsart som beskrevs av John Henry Leech 1899. Laelia candida ingår i släktet Laelia och familjen tofsspinnare. Inga underarter finns listade i Catalogue of Life.

## Bildgalleri

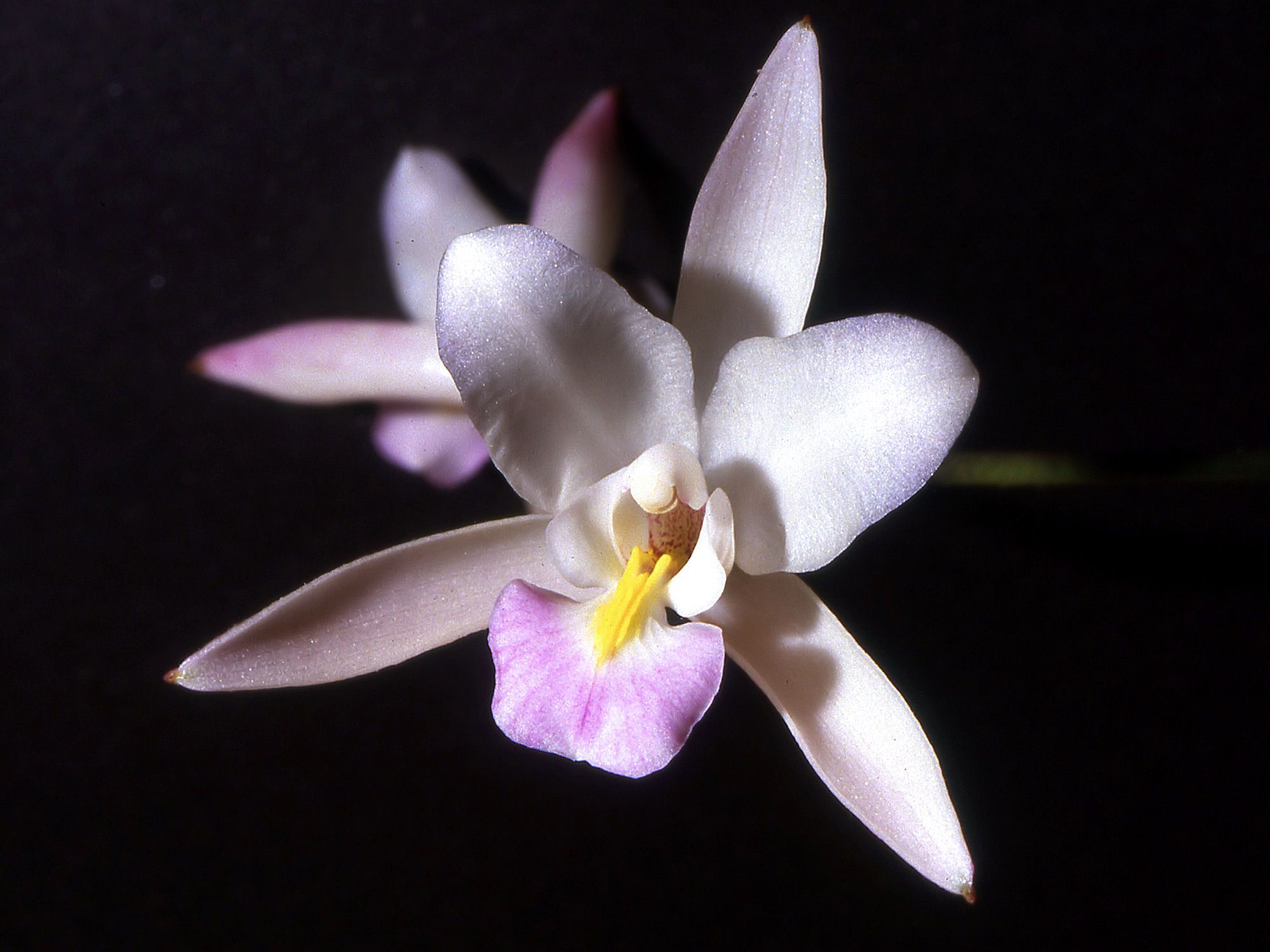
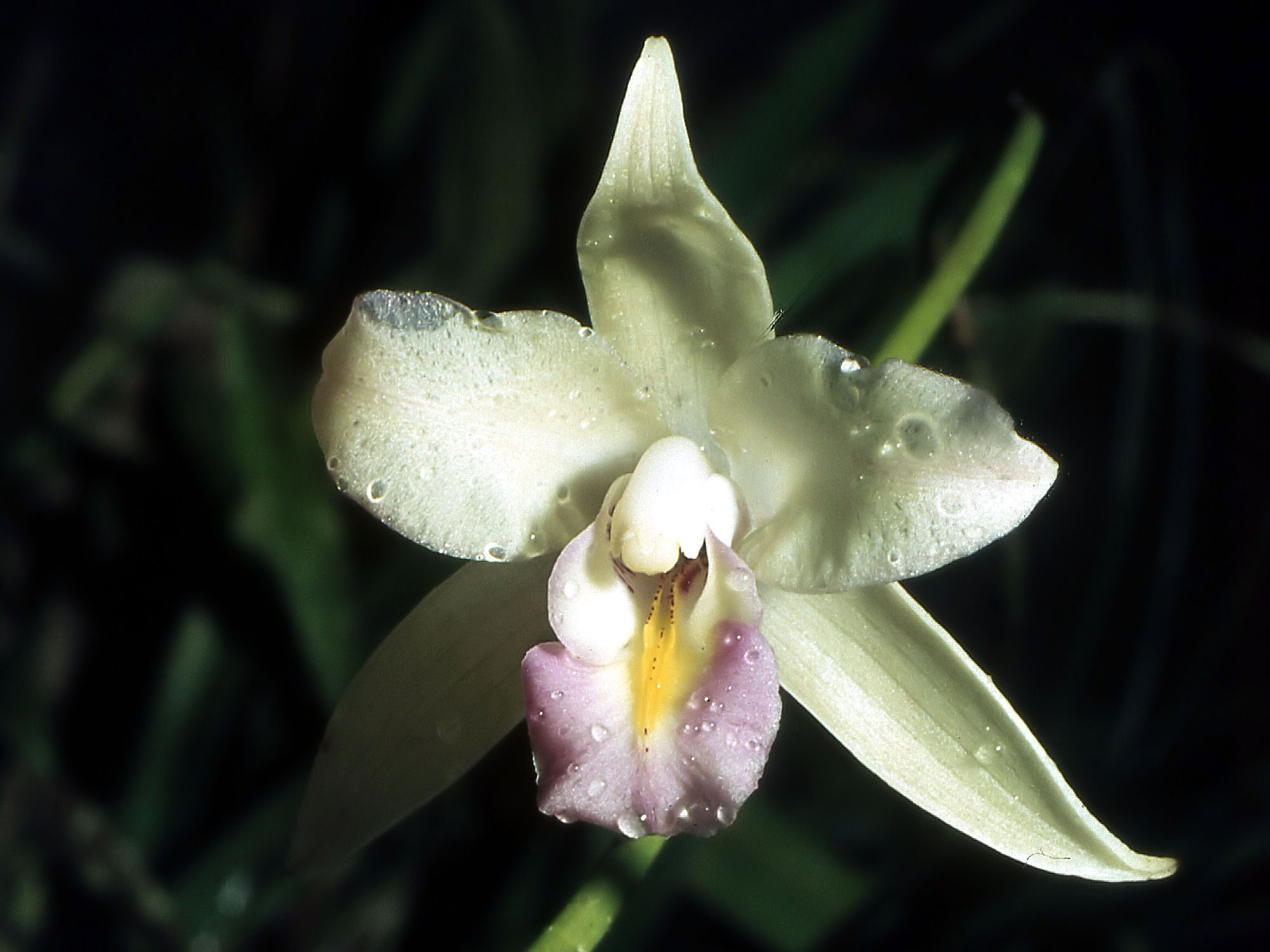
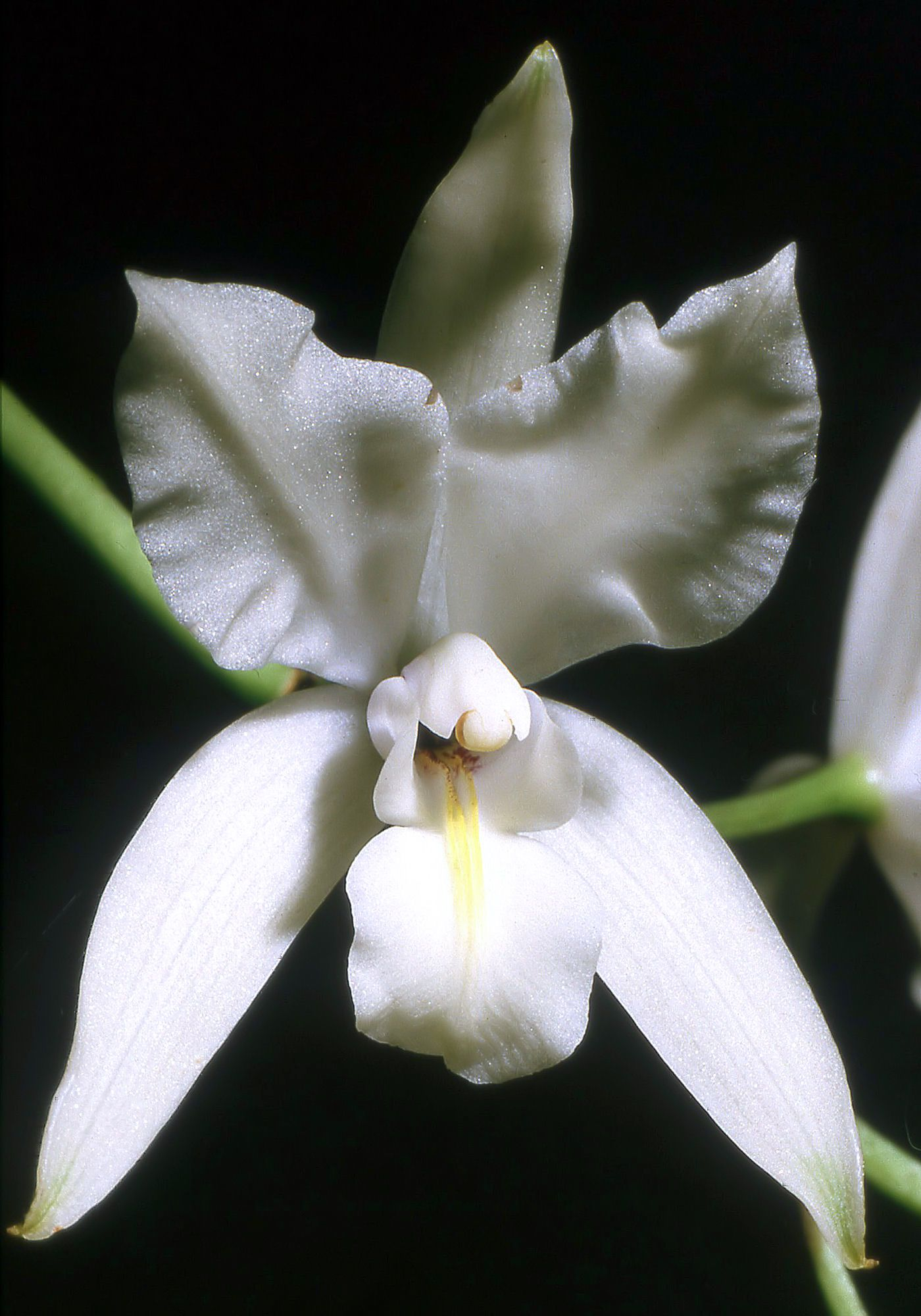
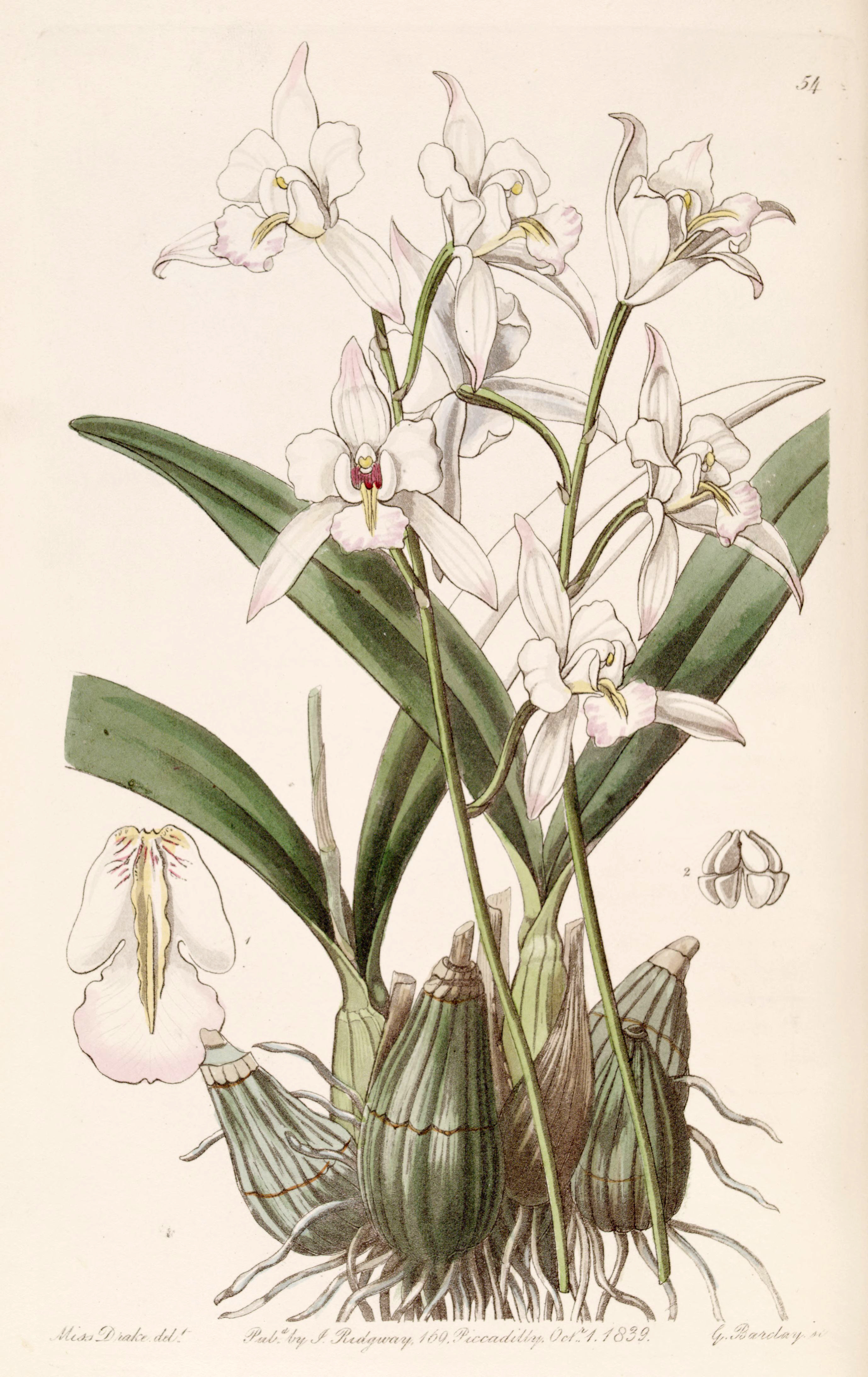
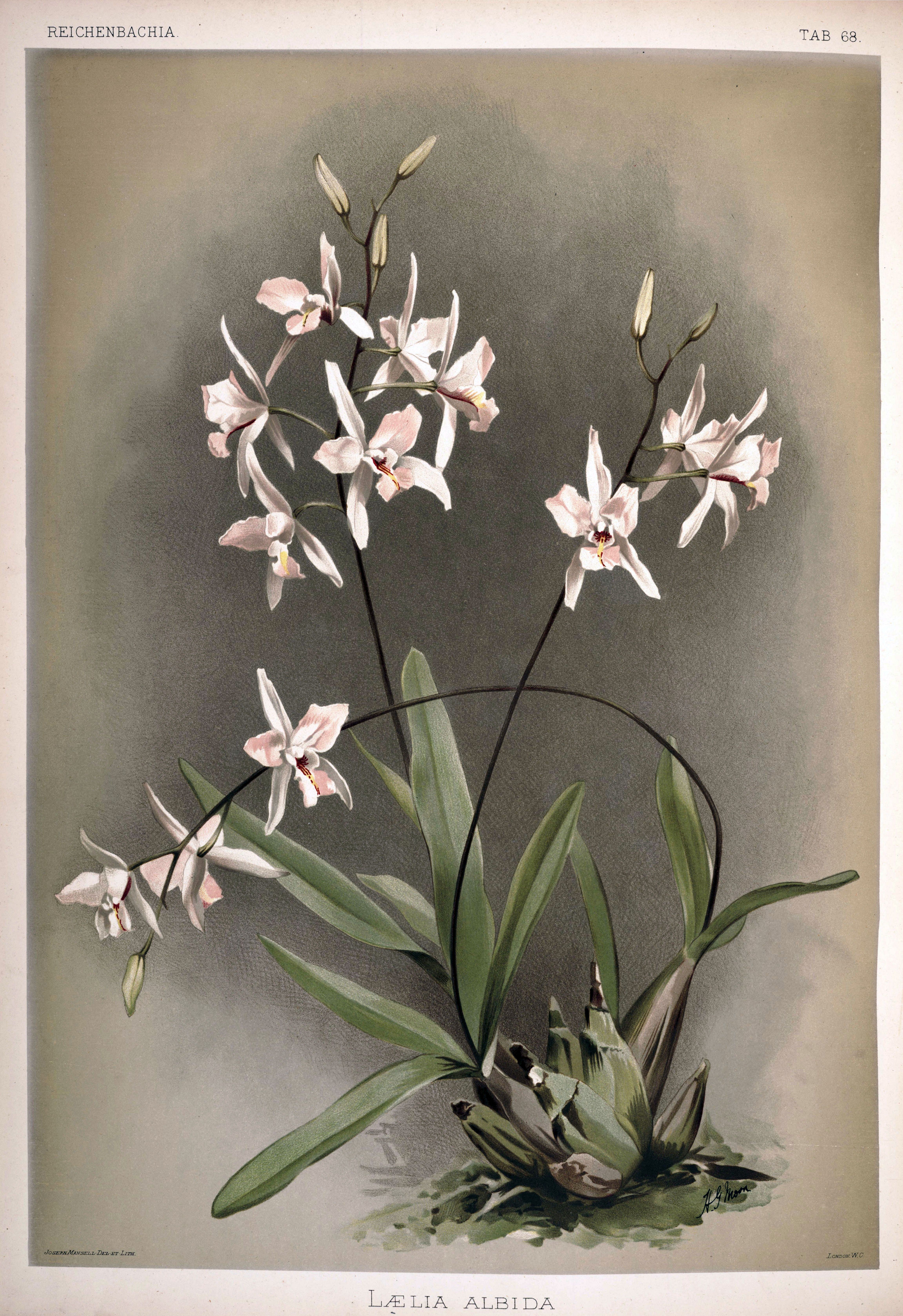